# Ford Expedition
Ford Expedition – samochód osobowy typu SUV klasy pełnowymiarowej produkowany pod amerykańską marką Ford od 1996 roku. Od 2024 roku produkowana jest piąta generacja modelu.

## Pierwsza generacja

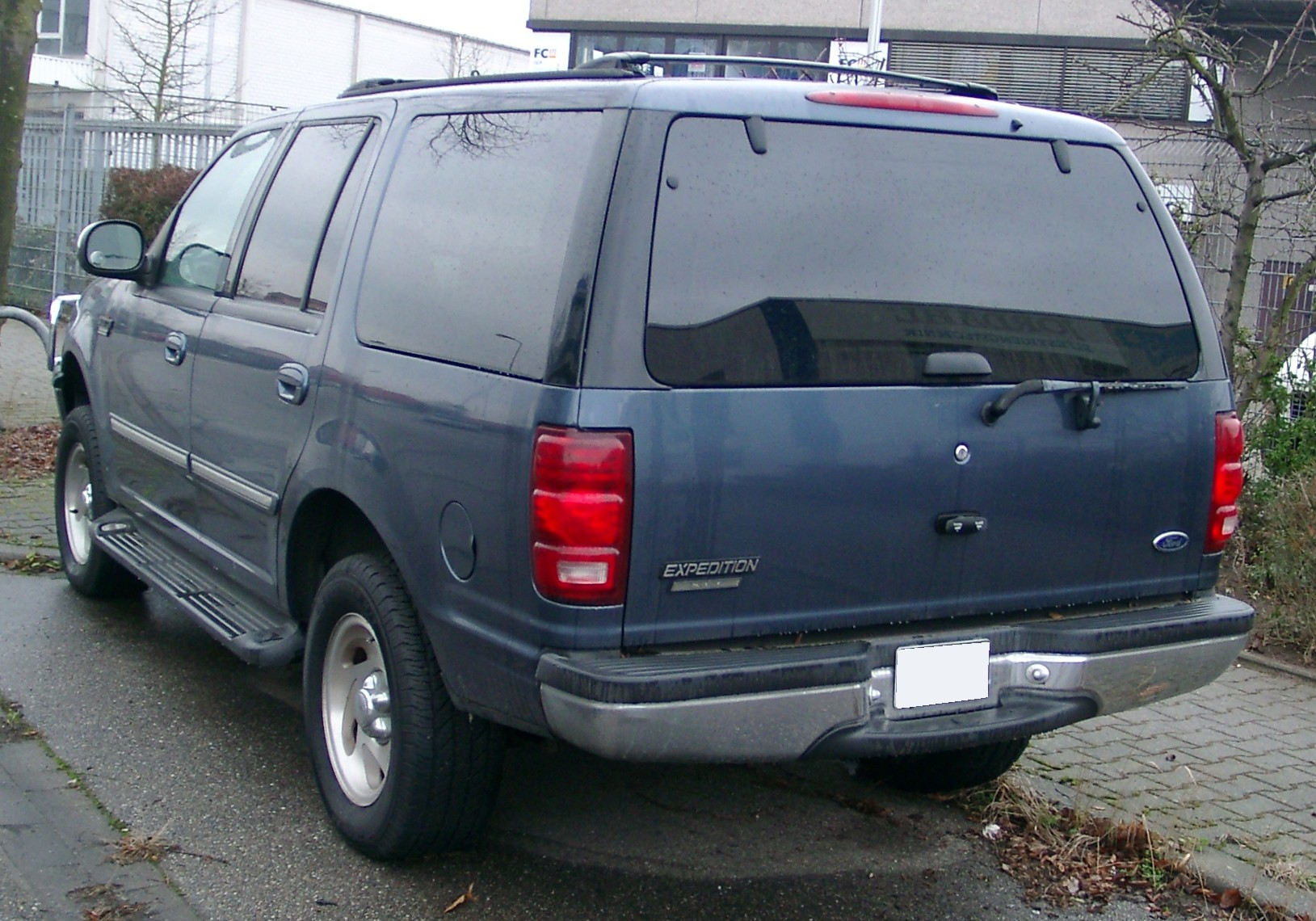
Ford Expedition I - tył

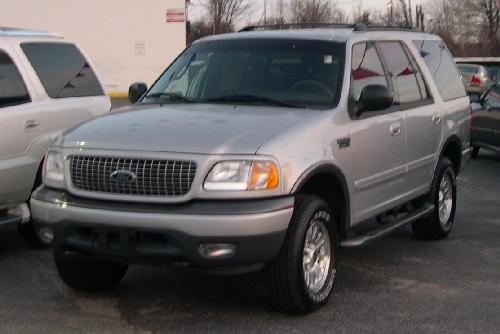
Ford Expedition I XLT

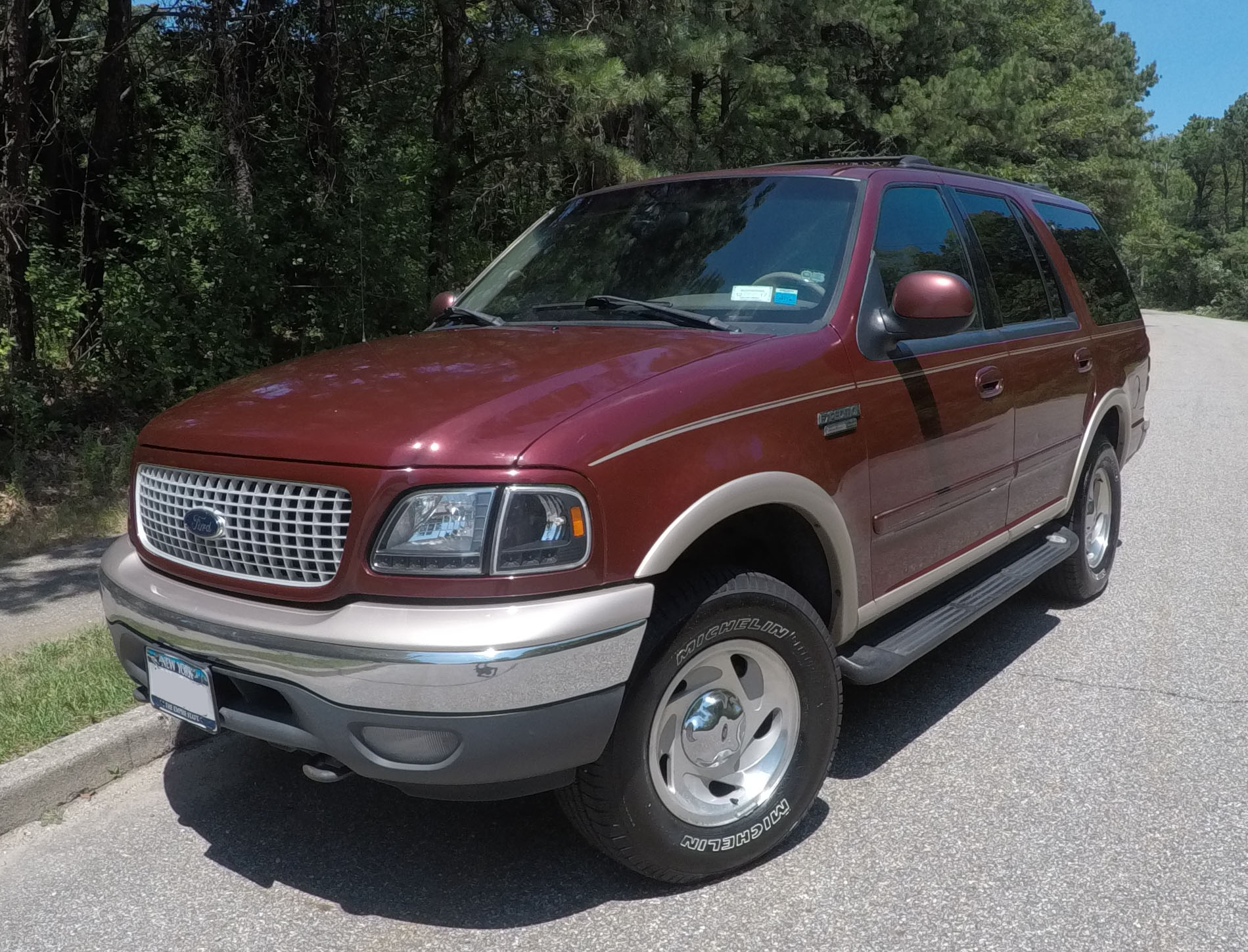
Ford Expedition I Eddie Bauer

Ford Expedition I został zaprezentowany po raz pierwszy w 1996 roku.
Proces konstrukcyjny dużego SUV-a rozpoczął się w 1991 roku, z ostatecznym wyglądem nadwozia zatwierdzonym w 1993 roku. Przez kolejne 34 miesiące Ford prowadził dalsze prace nad techniką i ogólnym projektem samochodu.
Model Expedition uzupełnił ostatecznie amerykańską ofertę Ford w drugiej połowie lat 90. XX wieku jako duży, pełnowymiarowy SUV stanowiący odpowiedź na konkurencyjną konstrukcję General Motors, model Chevrolet Tahoe, zapełniając jednocześnie lukę po wycofaniu ze sprzedaży Forda Bronco.
Ford Expedition pierwszej generacji powstał na podstawie pełnowymiarowego pickupa F-150, dzieląc z nim nie tylko płytę podłogową i podzespoły techniczne, ale i stylizację pasa przedniego, kształt drzwi, wystrój kabiny pasażerskiej oraz projekt deski rozdzielczej.
Stylizacja tylnej części nadwozia wraz z charakterystycznym kanciastym kształtem bryły nadwozia upodobniona została z kolei do mniejszego modelu Explorer, co podyktowane było charakterystyką transportowo-przewozową. Expedition mógł pomieścić bowiem do siedmiu pasażerów w trzech rzędach siedzeń, z czego ostatni umieszczony był w przedziale bagażowym z opcją demontażu.
Gama jednostek napędowych Forda Expedition pierwszej generacji składała się wyłącznie z ośmiocylindrowych silników benzynowych typu V8 z linii Triton. Oferowane były one w 4,6-litrowym lub 5,4-litrowym w wariantach mocy od 215 do maksymalnie 260 KM, zarówno z napędem przednim, jak i opcjonalym na obie osie. Pojemność baku na paliwo również uzależniona była od wariantu wyposażenia oraz związanej z tym dopłaty - bazowo było to 98 litrów, z kolei w topowym wariancie Expedition mógł być wyposażony w bak duży na 113 litrów.
W 1997 roku Ford Expedition pierwszej generacji zdobył w Stanach Zjednoczonych tytuł North American Truck of the Year.

### Silniki
- V8 4.6l 215 KM
- V8 4.6l 230 KM
- V8 5.4l 240 KM
- V8 5.4l 260 KM

## Druga generacja

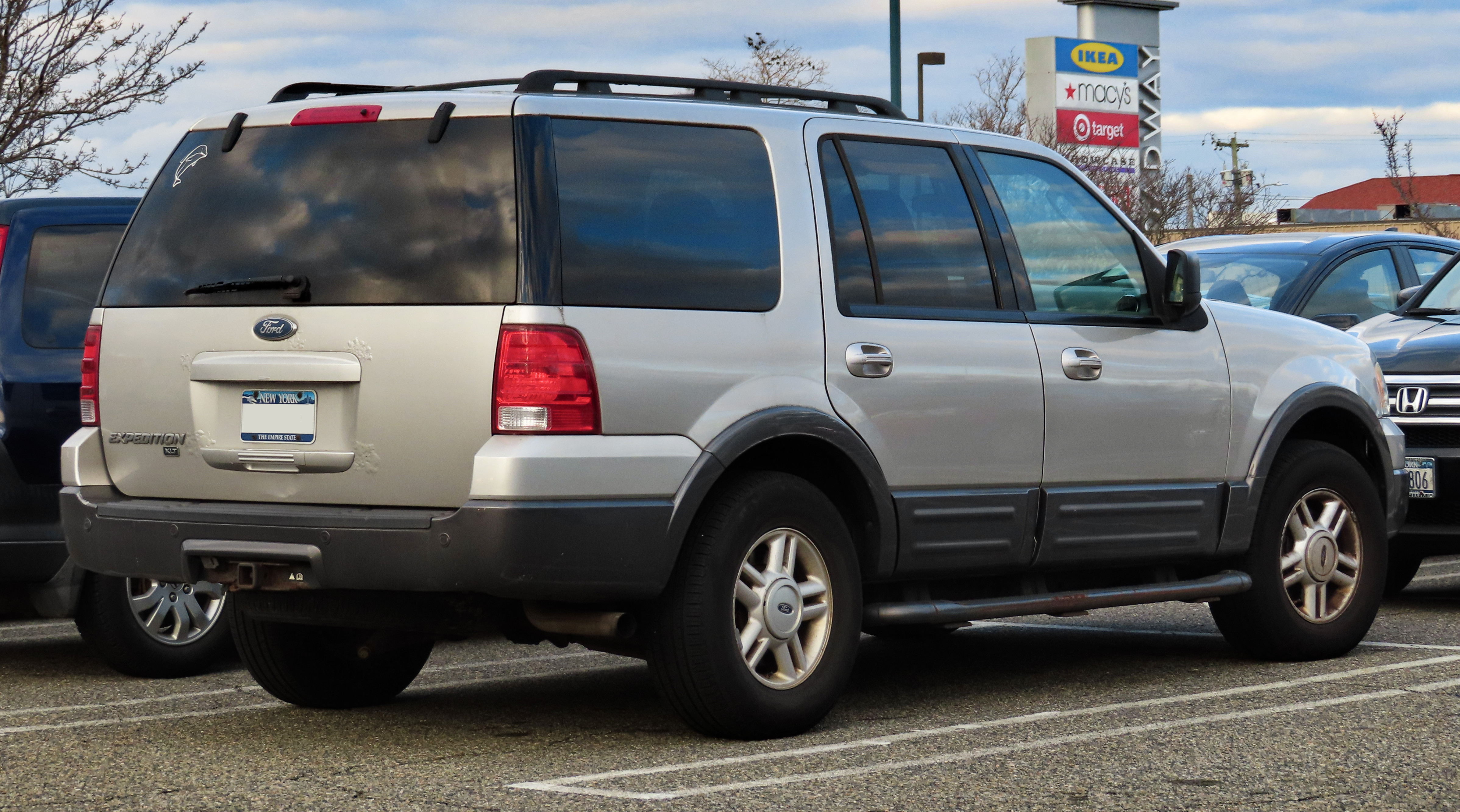
Ford Expedition II - tył

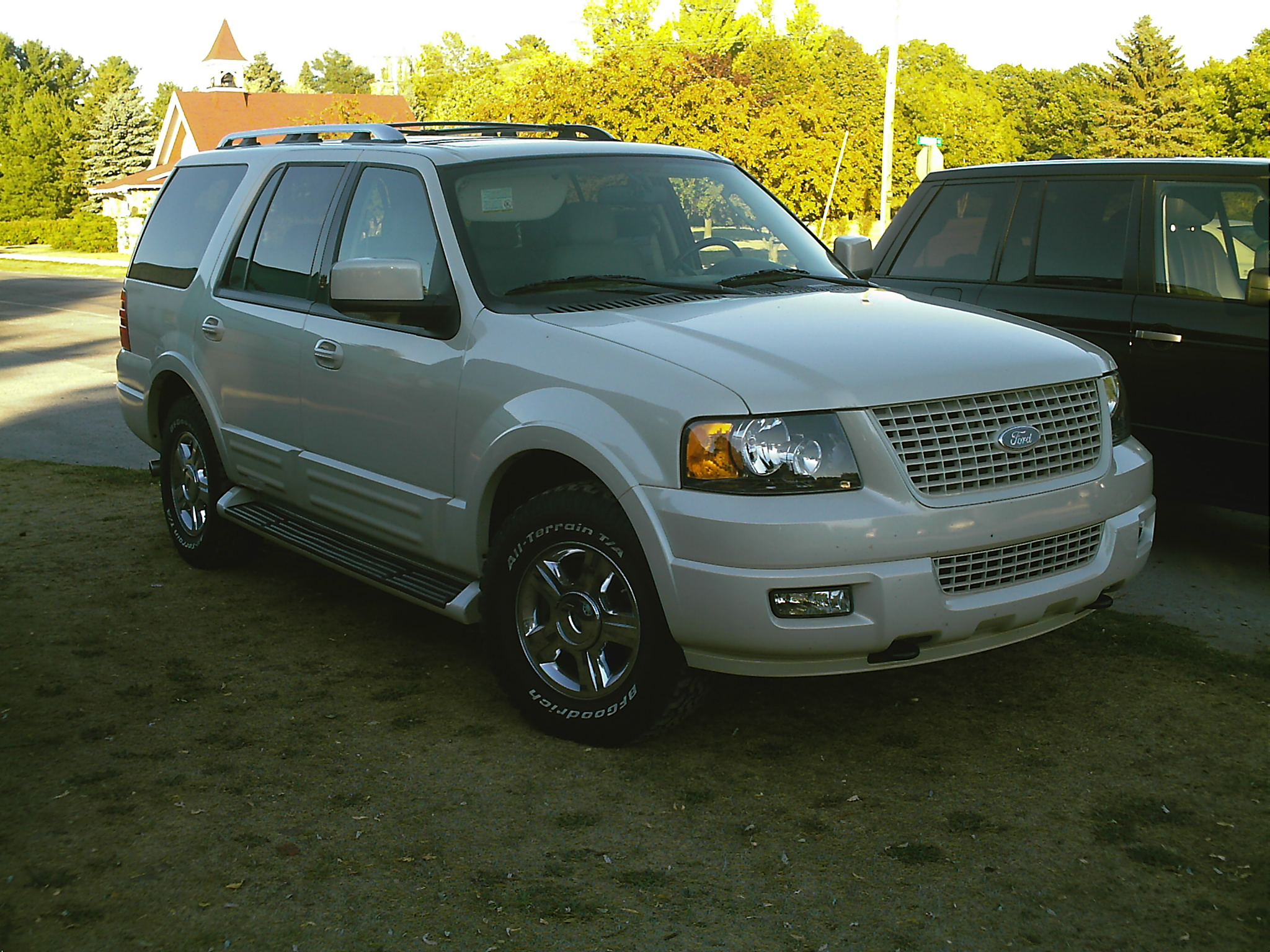
Ford Expedition II Eddie Bauer

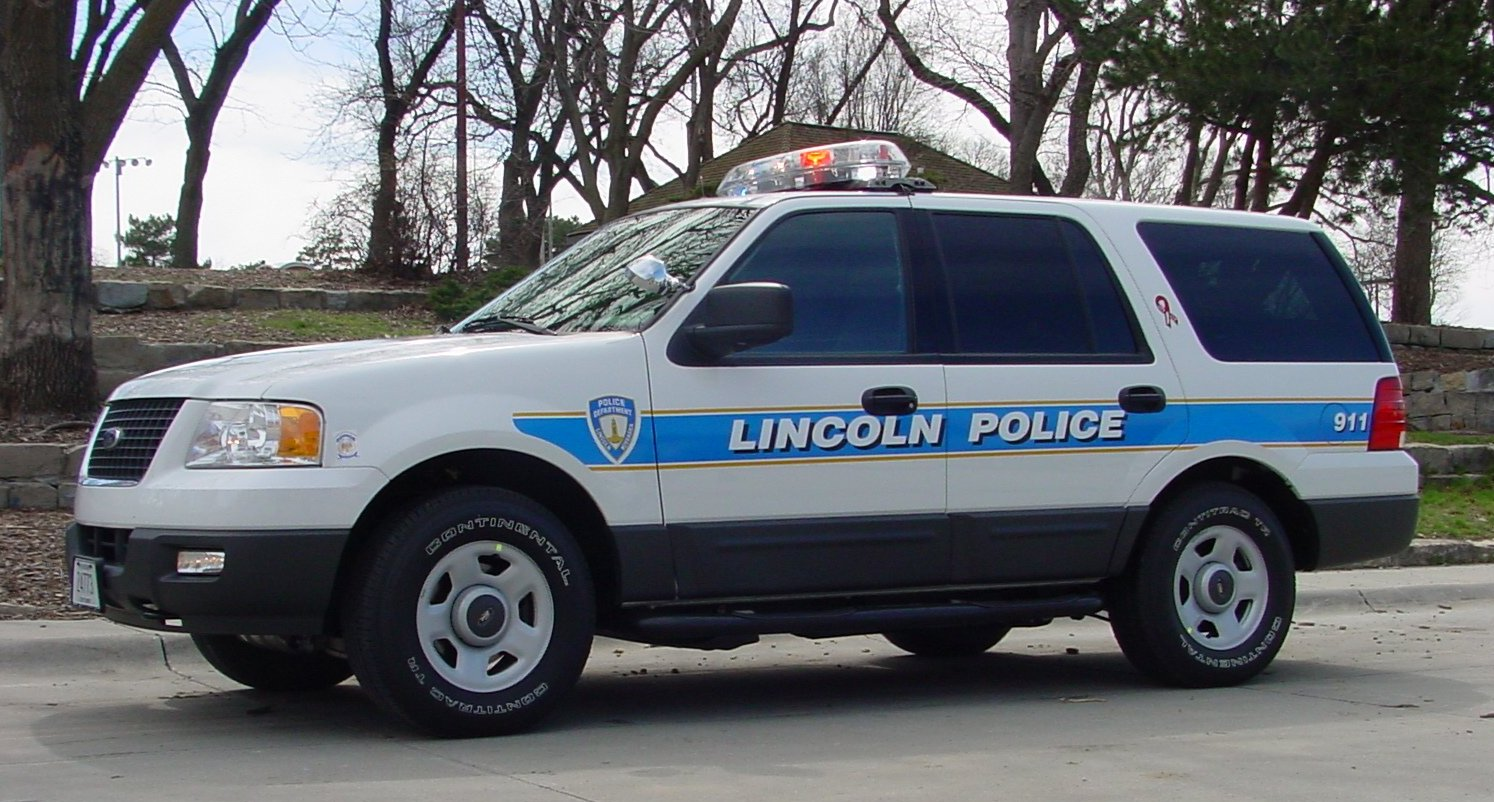
policyjny Ford Expedition II

Ford Expedition II został zaprezentowany po raz pierwszy w 2002 roku.
Druga generacja Expedition zastąpiła produkowany dotychczas model po 6 latach rynkowej obecności, powstając od podstaw jako zupełnie nowa konstrukcja. Samochód zyskał nowocześniejszy projekt stylistyczny z bardziej masywnym nadwoziem, wyróżniając się m.in. mniejszą ilością chromu na rzecz obszerniejszej atrapy chłodnicy o strukturze kraty, a także charakterystyczną, wydłużoną częścią transportową.
Dzięki obszernym modyfikacjom technicznym na czele z wykorzystaniem nowej płyty podłogowej, Ford Expedition drugiej generacji zyskał obszerniejsze wnętrze mogące pomieścić maksymalnie 8 pasażerów, z czego gdy trzeci rząd siedzeń znajdujący się w bagażniku nie był wykorzystywany można było go schować elektrycznie. Ponadto, samochód mógł tym razem ciągnąć przyczepy o większej masie całkowitej wynoszącej 4037 kilogramów.
Innymi charakterystycznymi, jakie wzbogaciły elementy wyposażenia Expedition drugiej generacji, były także kierunkowskazy wbudowane w lusterka boczne, a także opcjonalne dwubarwne malowanie nadwozia oraz tylna szyba, która może otwierać się niezależnie od klapy bagażnika. Układ foteli w kabinie pasażerskiej oferował bogate sposoby konfiguracji, umożliwiając przekształcenie przedziału pasażerskiego w przestrzeń do spania.
Ford Expedition drugiej generacji, podobnie jak poprzednik czy mniejszy model Explorer, dostępny był w rozbudowanych wariantach wyposażenia determinujących nie tylko wygląd zewnętrzny, ale i wykończenie kabiny pasażerskiej. W ten sposób podstawowe modele posiadały wykończenie foteli z materiału, z kolei topowe odmiany zyskały panele z drewna czy tapicerkę skórzaną. Wszystkie jednostki napędowe, podobnie jak dotychczas, dostępne były z automatyczną przekładnią i posiadały 8 cylindrów w układzie widlastym.

### Silniki
- V8 4.6l 232 KM
- V8 5.4l 260 KM
- V8 5.4l 300 KM

## Trzecia generacja

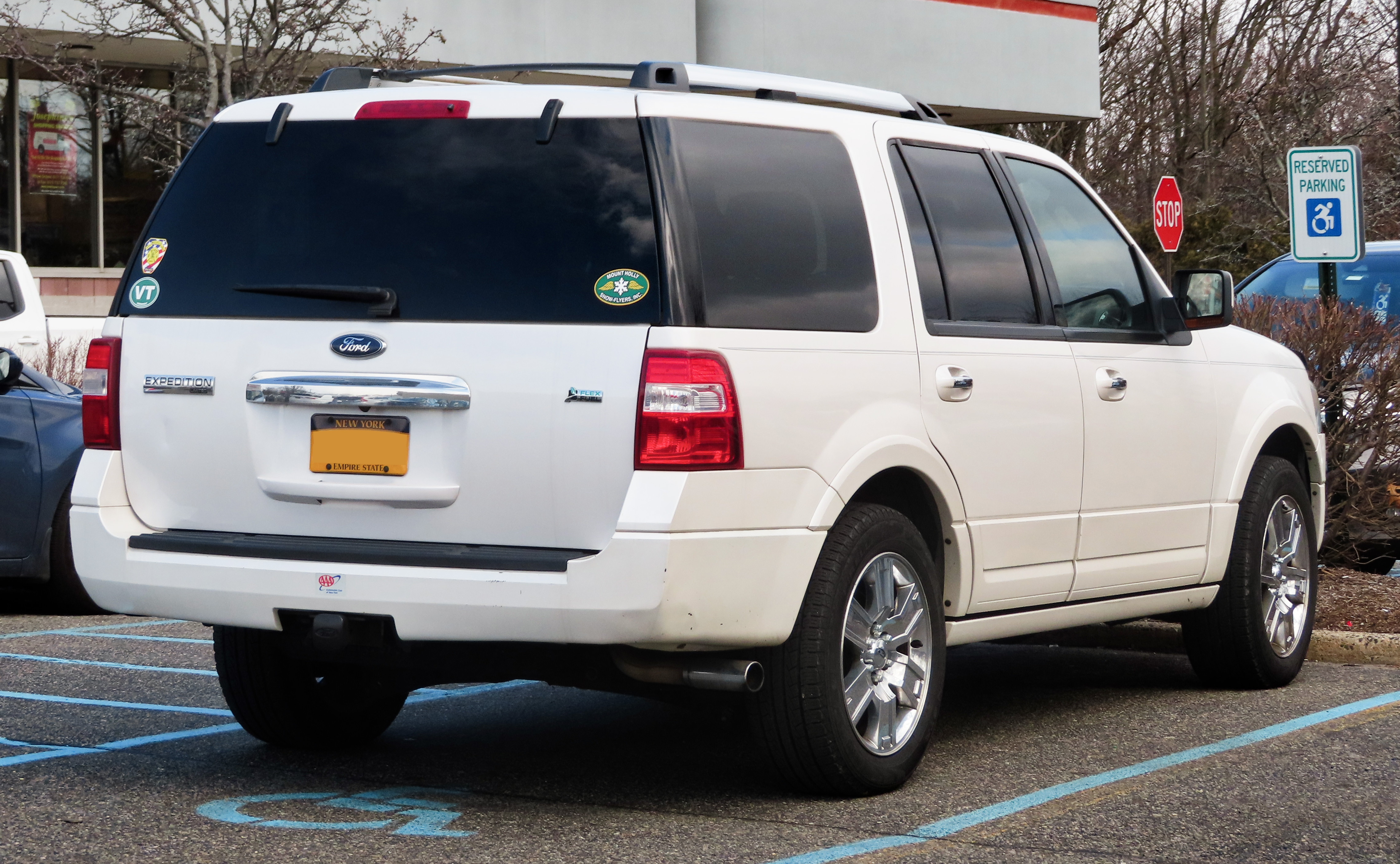
Ford Expedition III - tył

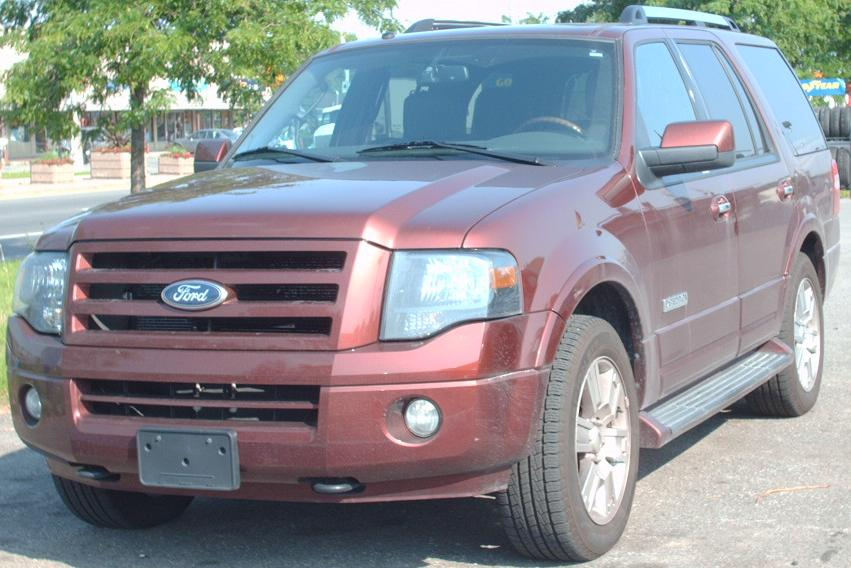
Ford Expedition III Limited

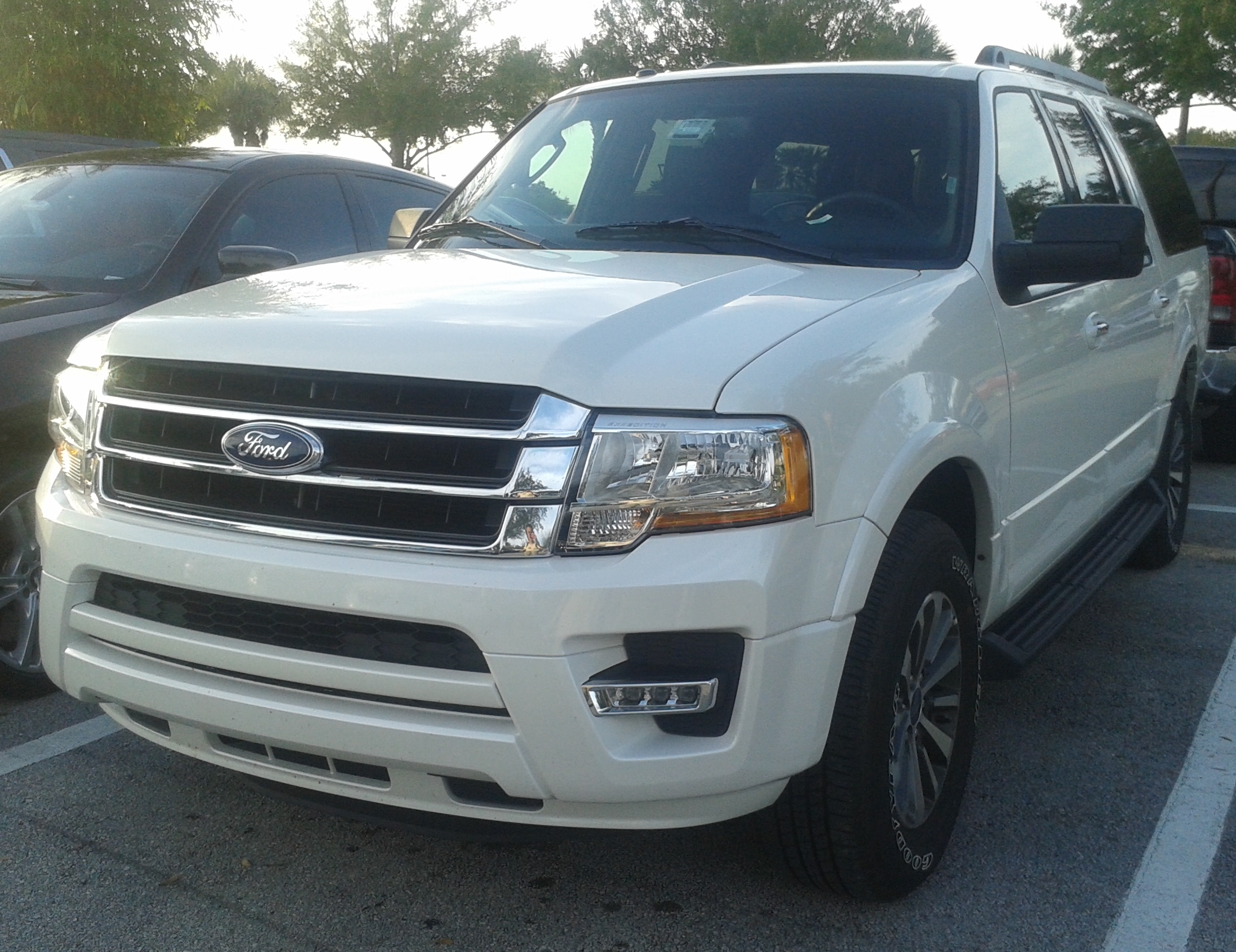
Ford Expedition III EL po liftingu

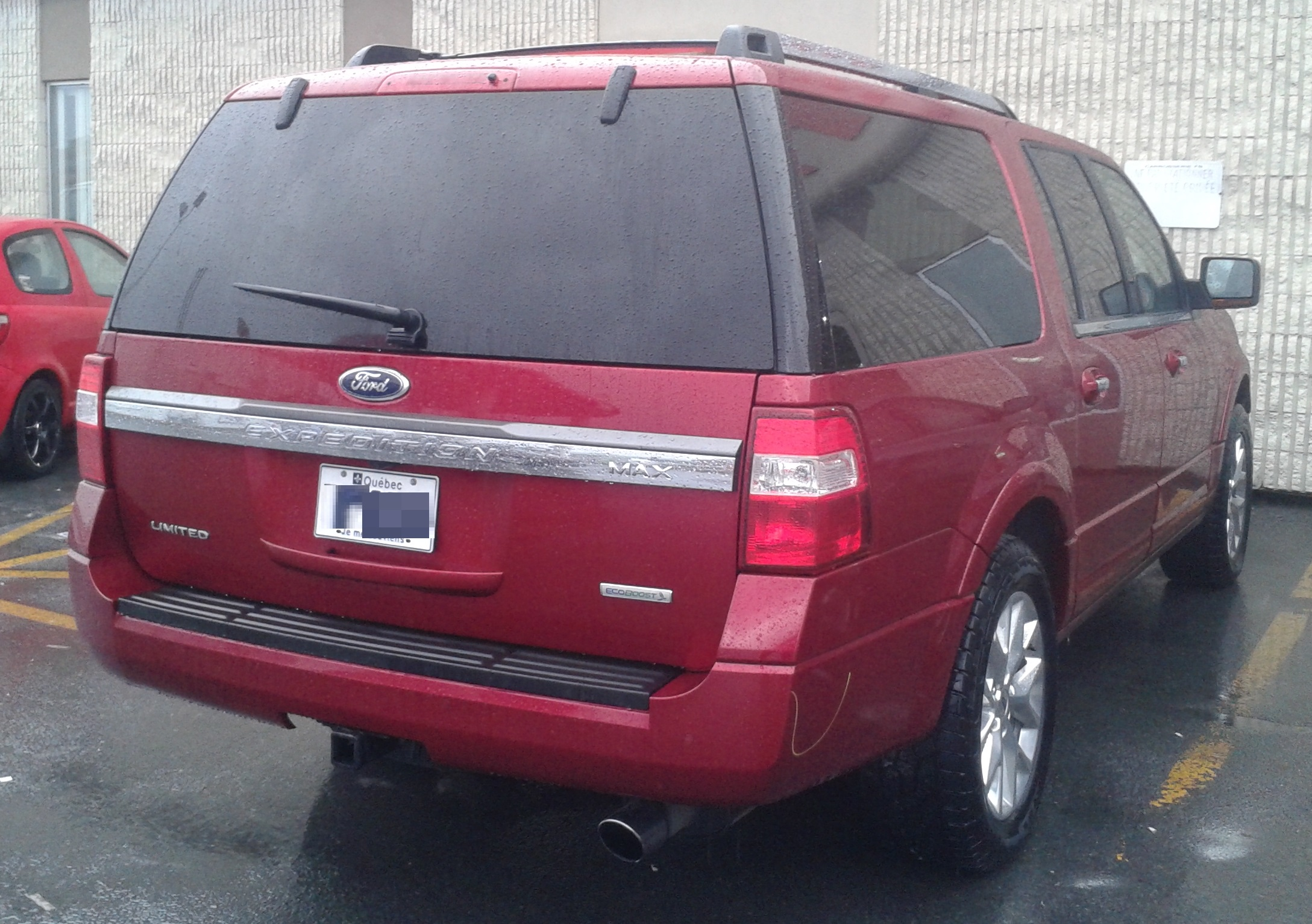
Ford Expedition III EL - tył po liftingu

Ford Expedition III został zaprezentowany po raz pierwszy w 2006 roku.
Expedition trzeciej generacji, podobnie jak bliźniaczy Lincoln Navigator, nie był tym razem nową konstrukcją zbudowaną od podstaw, lecz jedynie głęboko zmodernizowanym poprzednikiem i rozwinięciem jego dotychczasowej koncepcji. Przyniosło to jednocześnie obszerne zmiany pod kątem technicznym, przynosząc większe i obszerniejsze nadwozie.
Po raz pierwszy, model pokrewnego Lincolna był identyczny także pod kątem zastosowanych rozwiązań technicznych, przez co Expedition III zyskał w Stanach Zjednoczonych złośliwy przydomek Lincoln dla ubogich.
Pod kątem wizualnym samochód został upodobniony do nowego języka stylistycznego Forda w Ameryce Północnej, wyróżniając się dużą, zdobioną chromem atrapą chłodnicy, a także reflektorami o nieregularnym kształcie i jednoczęściowymi, szeroko rozstawionymi lampami tylnymi umieszczonymi na błotnikach. Ford Expedition trzeciej generacji oparty został na nowej platformie Ford T-1 platform, która pozwoliła na zastosowanie m.in. niezależnego tylnego zawieszenia pozwalającego zapewnić lepszy komfort resorowania na nierównościach. Jak w poprzednich latach, model był wyposażany w 5,4-litrowy silnik V8, które pozwalały na do holowanie ważącego do 4130 kg ładunku.
Lista dostępnych elementów wyposażenia została ponownie wydłużona. Topowa odmiana Eddie Bauer pozwalała na wyposażenie Expeditiona m.in. w odtwarzacz nagrań mp3, aktywowany głosowo system nawigacji satelitarnej czy system multimedialny dla pasażerów tylnego rzędu siedzeń.

### Expedition EL
Z racji wycofania w międzyczasie z rynku dotychczasowego topowego SUV-a w ofercie Forda na rynkach północnoamerykańskich, modelu Excursiona, gama Expeditiona została po raz pierwszy poszerzona o dodatkowy, wydłużony wariant. Samochód stanowił odpowiedź na konkurencyjną koncepcję pełnowymiarowego SUV-a General Motors, Chevroleta Suburbana. Otrzymał on nazwę Ford Expedition EL i wyróżniał się powiększonym o 40 centymetrów rozstawem osi, co przekładało się na większe wnętrze i pojemniejszy przedział bagażowy. Na pozostałych rynkach Ameryki Północnej, w Kanadzie i Meksyku, wydłużona odmiana Expedition sprzedawana była pod inną nazwą jako Ford Expedition Max.

### Lifting
W lutym 2014 roku Ford Expedition trzeciej generacji przeszedł obszerną restylizację. Pojawił się przeprojektowany pas przedni z nowym wzorem zderzaka, przeprojektowany wzór osłony chłodnicy, a także węższe reflektory. Tylną część nadwozia wzbogaciła chromowana listwa na klapie bagażnika, z kolei w kabinie pasażerskiej wprowadzono nowe wzory tapicerek i większy wyświetlacz systemu multimedialnego.

### Silniki
- V6 3.5l EcoBoost
- V8 5.4l Triton

## Czwarta generacja

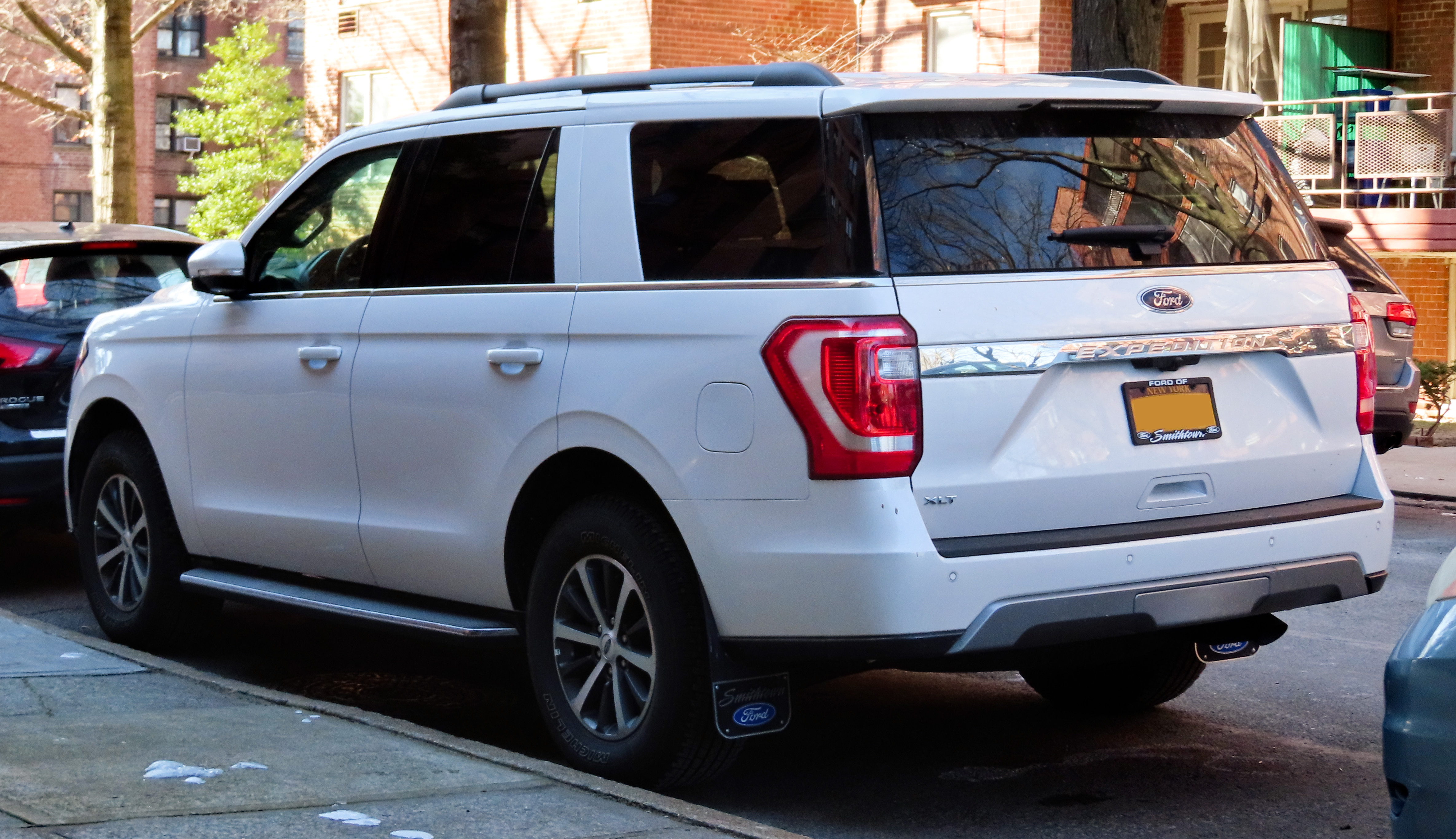
Ford Expedition IV - tył

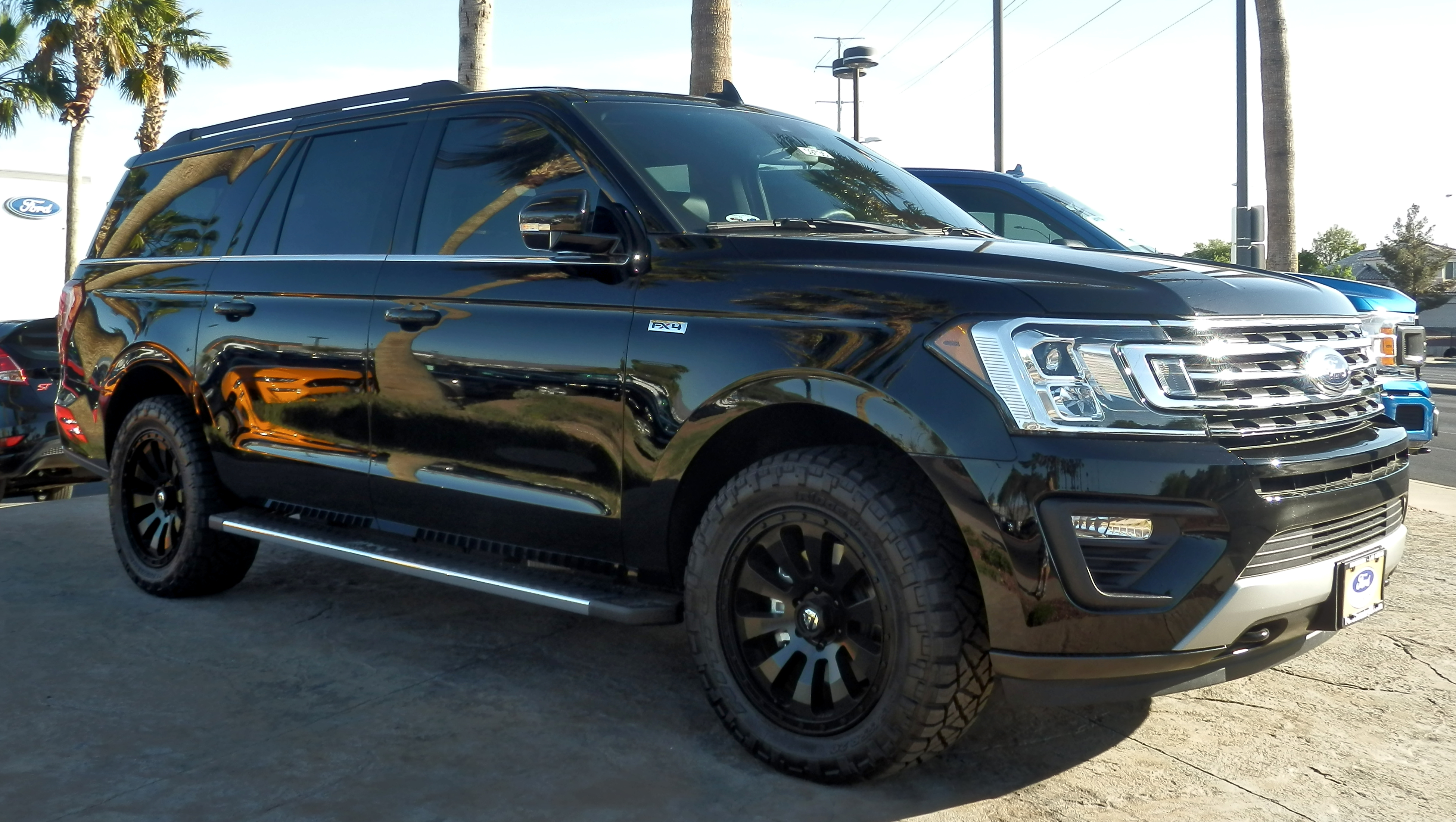
Ford Expedition IV Max

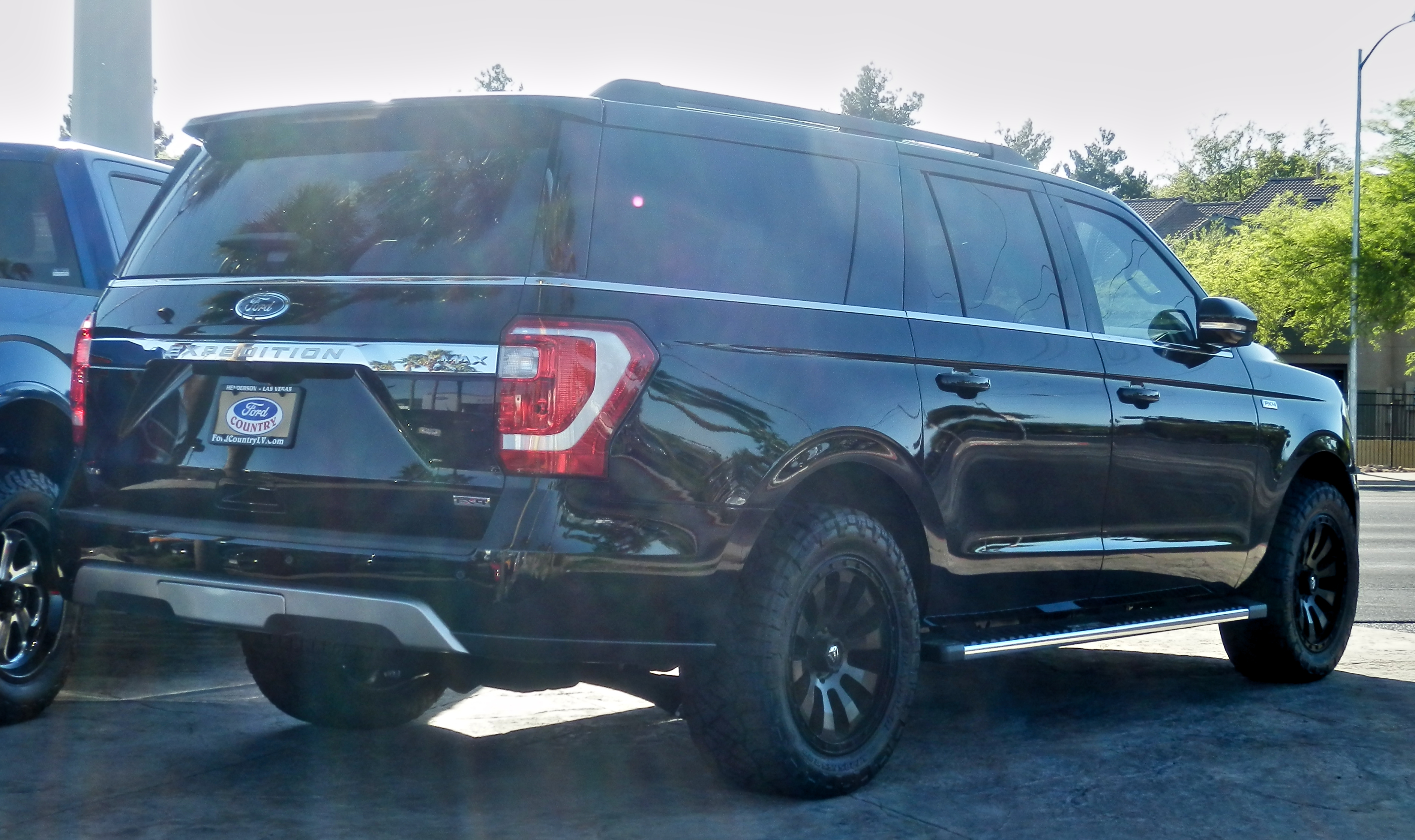
Ford Expedition IV Max - tył

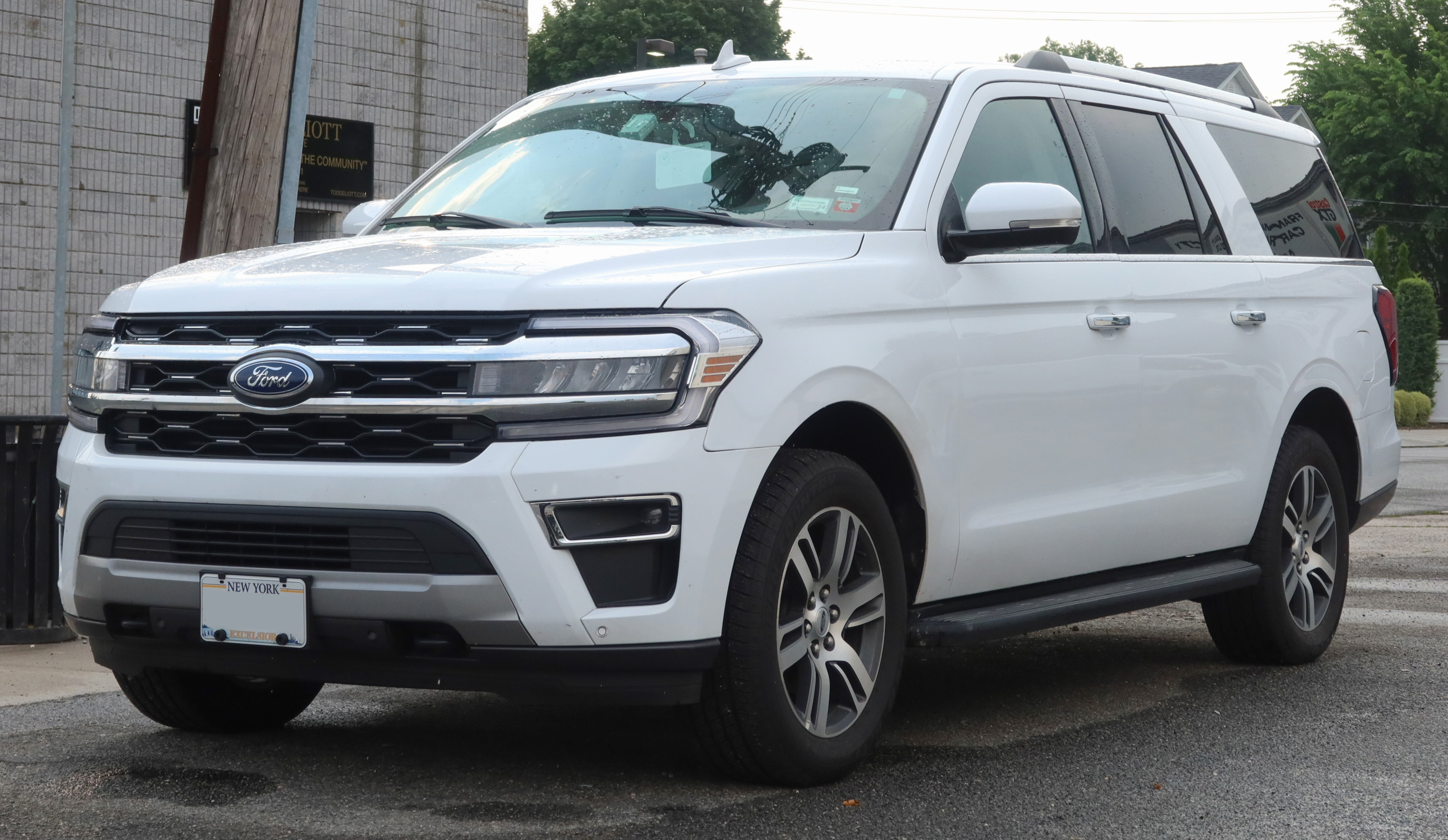
Ford Expedition IV po liftingu

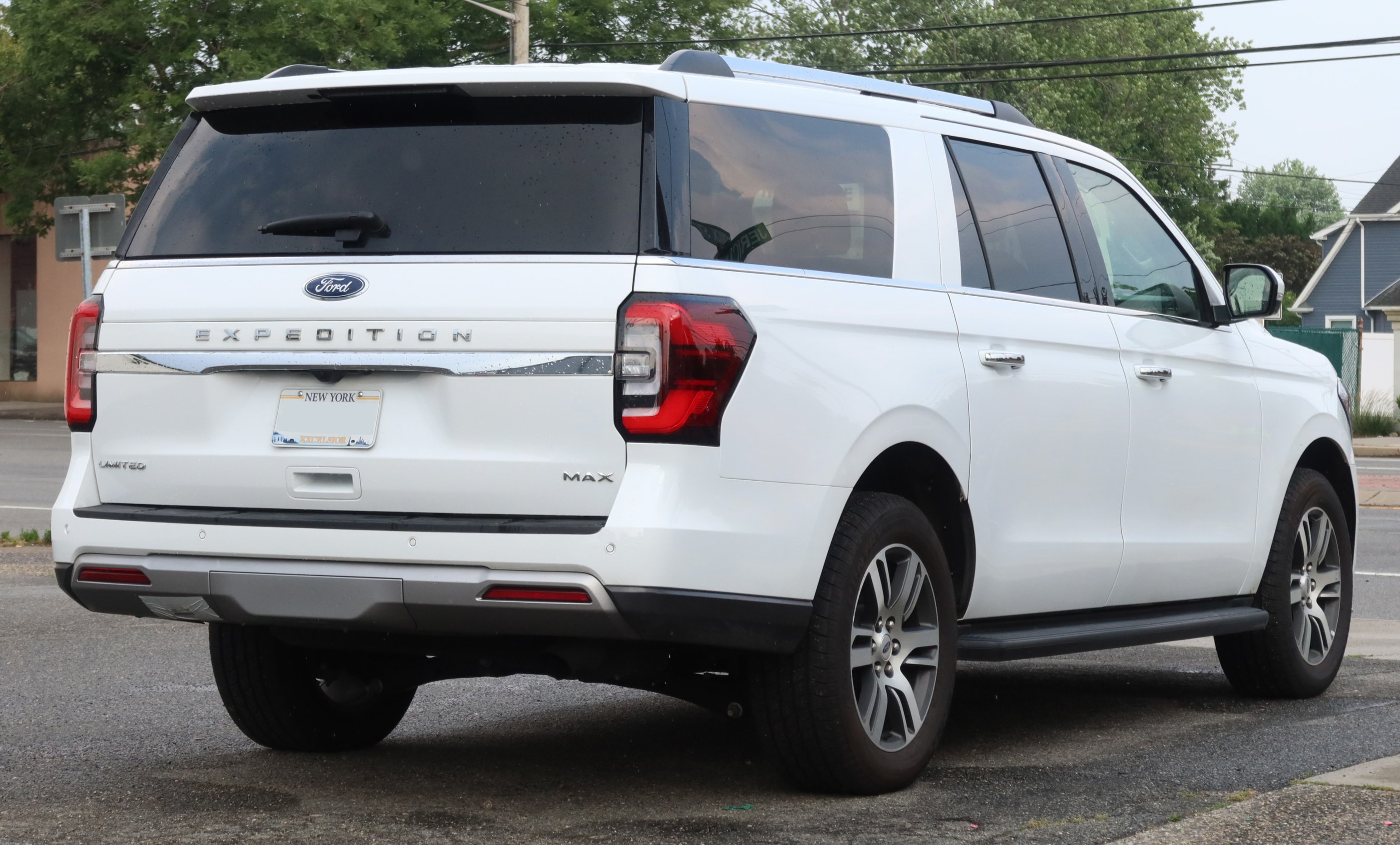
Ford Expedition IV - tył po liftingu

Ford Expedition IV został zaprezentowany po raz pierwszy w 2017 roku.
Czwarta generacja Expedition zadebiutowała 11 latach produkcji dotychczasowego wcielenia, które z kolei oparte było na technologii z przełomu wieków. Podobnie jak bliźniaczy, przedstawiony w podobnym czasie Lincoln Navigator, samochód zbudowano od podstaw jako zupełnie nowa konstrukcja oparta na platformie Ford T3 współdzielonej także z pełnowymiarowym pickupem F-150.
Konstruując Forda Expedition czwartej generacji za priorytety obrano zwiększenie przestrzeni i komfortu w mieszczącej do ośmiu pasażerów kabinie pasażerskiej przy jednoczesnym zmniejszeniu masy całkowitej. Pogodzenie tych parametrów umożliwiło wykorzystanie aluminium do wykonania szkieletu oraz paneli nadwozia. 
Pod kątem wizualnym Ford Expedition IV zyskał masywniejsze nadwozie i bardziej muskularną sylwetkę, która jednocześnie została dostosowana do zapewnienia lepszej aerodynamiki, niższego zużycia paliwa oraz mniejszej emisyjności układu napędowego. Pokrewieństwo z Ford F-150 wiązało się z zapożyczeniem z tego modelu projektu deski rozdzielczej, wyróżniając się panelem zegarów umożliwiającym połączenie analogowych i cyfrowych wskaźników, z opcjonalnie pełni cyfrowymi. Po raz pierwszy w konsoli centralnej znalazł się dotykowy ekran wskaźników po raz pierwszy umożliwiający łączność ze smartfonami za pomocą dedykowanych interfejsów Apple CarPlay lub Android Auto.
Wykorzystanie nowej platformy do skonstruowania Forda Expedition IV wiązało się z wykorzystaniem nowej jednostki napędowej, tym razem w jednej konfiguracji w postaci turbodoładowanego, 3,5-litrowego silnika benzynowego typu V6 charakteryzującego się mocą 400 KM i maksymalnym momentem obrotowym 610 Nm. Dotychczasowa przekładnia została zastąpiona z kolei 10-biegową automatyczną.

### Expedition Max
Podobnie jak w przypadku poprzednika, na bazie czwartej generacji Forda Expedition zbudowana została wydłużona odmiana charakteryzująca się większym rozstawem osi o 23 cm oraz dłuższym nadwoziem o 30 cm. Tym razem przyjęła ona ujednoliconą na wszystkich rynkach zbytu nazwę Ford Expedition Max, wyróżniając się wizualnie wydłużonym przedziałem bagażowym mogącym pomieścić dodatkowe 424 litry bagażu.

### Lifting
We wrześniu 2021 po czterech latach produkcji Ford Expedition IV przeszedł obszerną restylizację, która z zewnątrz przyniosła przeprojektowaną osłonę chłodnicy z charakterystycznymi podwójnymi poprzeczkami wnikającymi w strukturę nowych reflektorów wykonanych w technologii LED z motywem litery "C". Zmodyfikowano także zderzaki, a także wkłady lamp tylnych. Największe zmiany przeszła kabina pasażerska, gdzie producent zdecycodował się wprowadzić zupełnie nowy projekt kokpitu upodobniony do modelu F-150 Lightning. Naczelnym elementem stał się nowy, centralny wertykalny ekran systemu multimedialnego sterowany dotykiem o przekątnej 15,5 cala lub 12 cali w podstawowej odmianie. Wyświetlacz zastąpił także zegary, a ponadto do dyspozycji nabywców oddano opcjonalny 22-głosnikowy system nagłosnieniowy firmy Bang & Olufsen. Z gamy silników zniknął topowy typu V8.

### Silnik
- V6 3.5l EcoBoost 400 KM

## Piąta generacja

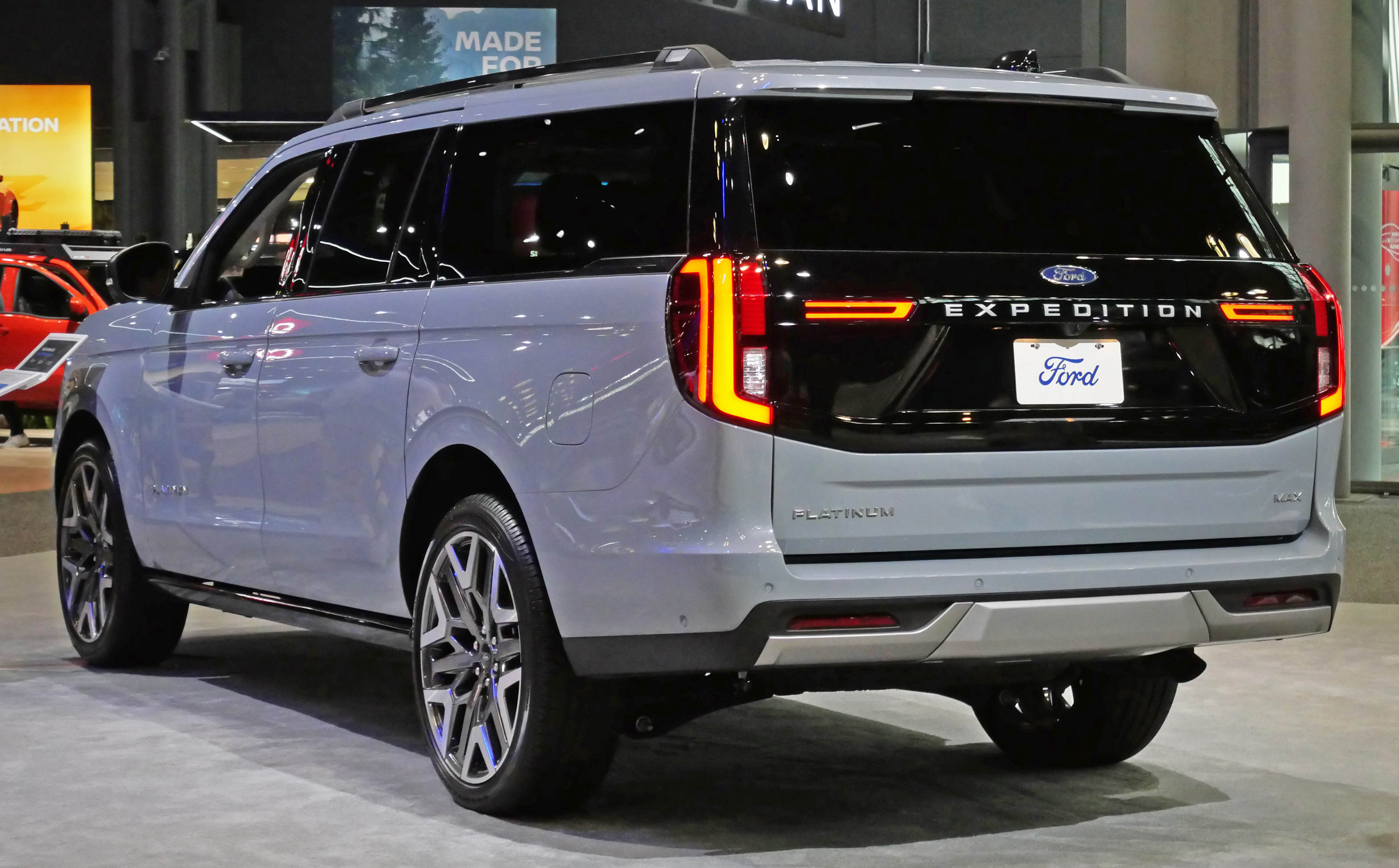
Ford Expedition V Max - tył

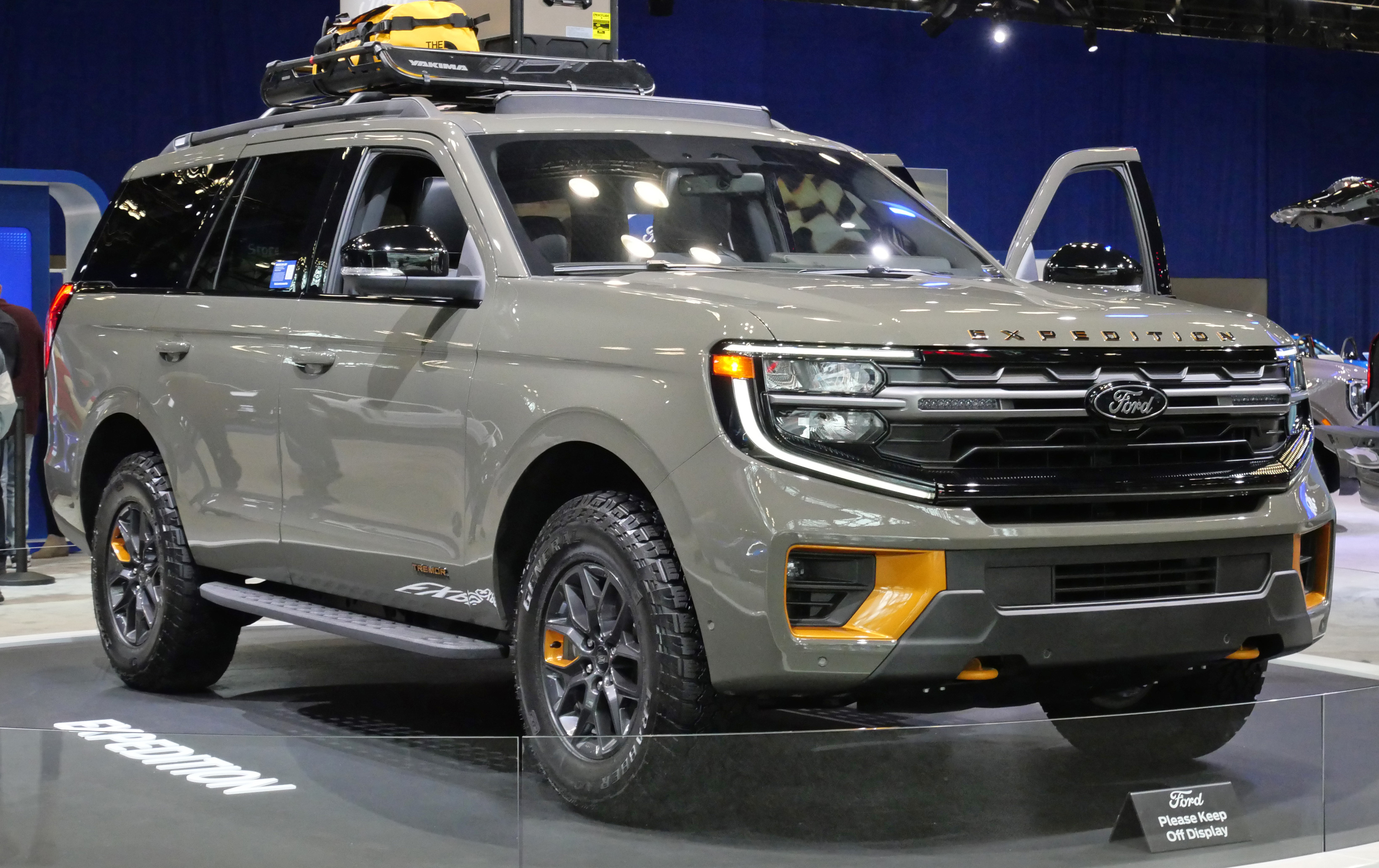
Ford Expedition V Tremor

Ford Expedition V został zaprezentowany po raz pierwszy w 2024 roku.
Po 7 latach produkcji dotychczasowego modelu na rynek trafiła kolejna, piąta generacja. Podobnie jak równolegle debiutujący nowy Lincoln Navigator, samochód przeszedł ewolucyjne zmiany w stosunku do poprzednika i zachował kanciaste proporcje podobną linią okien i wytłoczeniem drzwi. Jednocześnie, pas przedni zyskał bardziej rozłożystą osłonę chłodnicy i większe reflektory z zewnętrznym segmentem tworzonym przez pasy LED w kształcie litery "C". Bardziej ścięty niz poprzednio tył zyskał pionowe lampy, a także dzieloną na pół klapę bagażnika.
Kabina pasażerska przeszła obszerną metamorfozę, odchodząc od konwencjonalnego układu wskaźników poprzednika. Spłaszczona kierownica zyskała owalny kształt, a masywną konsolę centralną z wysoko umieszczonym panelem przycisków zdominował wyżej ulokowany, 15,5-calowy ekran dotykowy systemu multimedialnego. Dodatkowo, tuż przy krawędzi szyby umieszczono jeszcze jeden, wąski, 24-calowy wyświetlacz tworzący cyfrowe zegary i stanowiący uzupełnienie systemu multimedialnego.
Do napędu piątej generacji Expedition wykorzystana została 3,5-litrowa jednostka benzynowa typu V6, która standardowo rozwinęła moc 406 KM, a w przypadku specjalnego wariantu Tremor - 40 KM więcej. Każdy model wyposażony został w stały napęd na 4 koła, a także 10-stopniową automatyczną skrzynię biegów. Uciąg wyniósł przy tym od 3175 do 4355 kilogramów.

### Sprzedaż
Ford Expedition został zbudowany głównie z myślą o rynku Ameryki Północnej, na czele z rodzimymi Stanami Zjednoczonymi. W momencie premiery, producent zapowiedział rozpoczęcie dostaw pierwszych egzemplarzy nowej generacji największego SUV-a w gamie Forda na wiosnę 2025 roku.

### Silnik
- V6 3.5l 406 KM lub 446 KM